# ناحية مركز جرابلس
ناحية مركز جرابلس إحدى نواحي سوريا تتبع إداريّاً لمحافظة حلب منطقة جرابلس ومركزها بلدة جرابلس، بلغ تعداد سكان الناحية 41,575 نسمة حسب التعداد السكاني لعام 2004.

## بلدات وقرى ناحية مركز جرابلس
مجرى كبير، الدابس، عين البيضا، الحاضرة، الحلوانية، حلونجي، حيمر، الحجلية، الجامل، جرابلس، مجرى صغير، البير التحتاني، جرابلس تحتاني، أم روثة تحتاني، المغاير، المحسنة، مرمى الحجر، مزعلة، قندرية، قيراطة، صريصات، تل العمارة، ظهر المغاير، طريخم، أم سوسة، أم روثة فوقاني، يوسف بك، زوغرة، البير فوقاني، بترا الكوسة، بلان، جب جراوة.